# Старый Шалай
Старый Шалай — деревня в Юргинском районе Кемеровской области России. Входит в состав Юргинского сельского поселения.

## География
Деревня находится в северо-западной части области, на левом берегу реки Искитим, на расстоянии примерно 10 километров (по прямой) к югу от районного центра города Юрга. Абсолютная высота — 129 метров над уровнем моря.
Часовой пояс
Деревня Старый Шалай, как и вся Кемеровская область, находится в часовой зоне МСК+4. Смещение применяемого времени относительно UTC составляет +7:00.

## История
Основан в 1609 году. В «Списке населенных мест Российской империи» 1868 года издания населённый пункт упомянут как юрты Шелайская Томского округа (2-го участка) при речке Искитим, расположенные в 105 верстах от окружного центра Томска. Имелось 4 двора и проживало 15 человек (8 мужчин и 7 женщин).
В 1911 году в деревне, входившей в состав Телеутской инородной волости Томского уезда, имелось 18 дворов и проживало 97 человек (48 мужчин и 49 женщин). Действовала русская миссионерская школа.
По данным 1926 года имелось 34 хозяйства и проживало 150 человек (в основном — русские). Функционировала школа I ступени. В административном отношении входил в состав Новошалайского сельсовета Юргинского района Томского округа Сибирского края.

## Население
| 2010 |
| ---- |
| 189  |

Половой состав
По данным Всероссийской переписи населения 2010 года в гендерной структуре населения мужчины составляли 48,7 %, женщины — соответственно 51,3 %.
Национальный состав
Согласно результатам переписи 2002 года, в национальной структуре населения русские составляли 87 % из 222 чел.

## Улицы
Уличная сеть деревни состоит из четырёх улиц.